# Zaur Kuramagomedov
Zaur Kuramagomedov (n. 30 martie 1988, Tîrnîauz⁠(d), RSFS Rusă, URSS) este un luptător ce a reprezentat Rusia, medaliat olimpic. A participat la o ediție a Jocurilor Olimpice (2012) în care a câștigat o medalie de bronz.

## Participări
Lista de mai jos prezintă principalele competiții la care a participat Zaur Kuramagomedov de-a lungul carierei.
- wrestling at the 2012 Summer Olympics – men's Greco-Roman 60 kg[*]